# Commerce (Métro Paris)

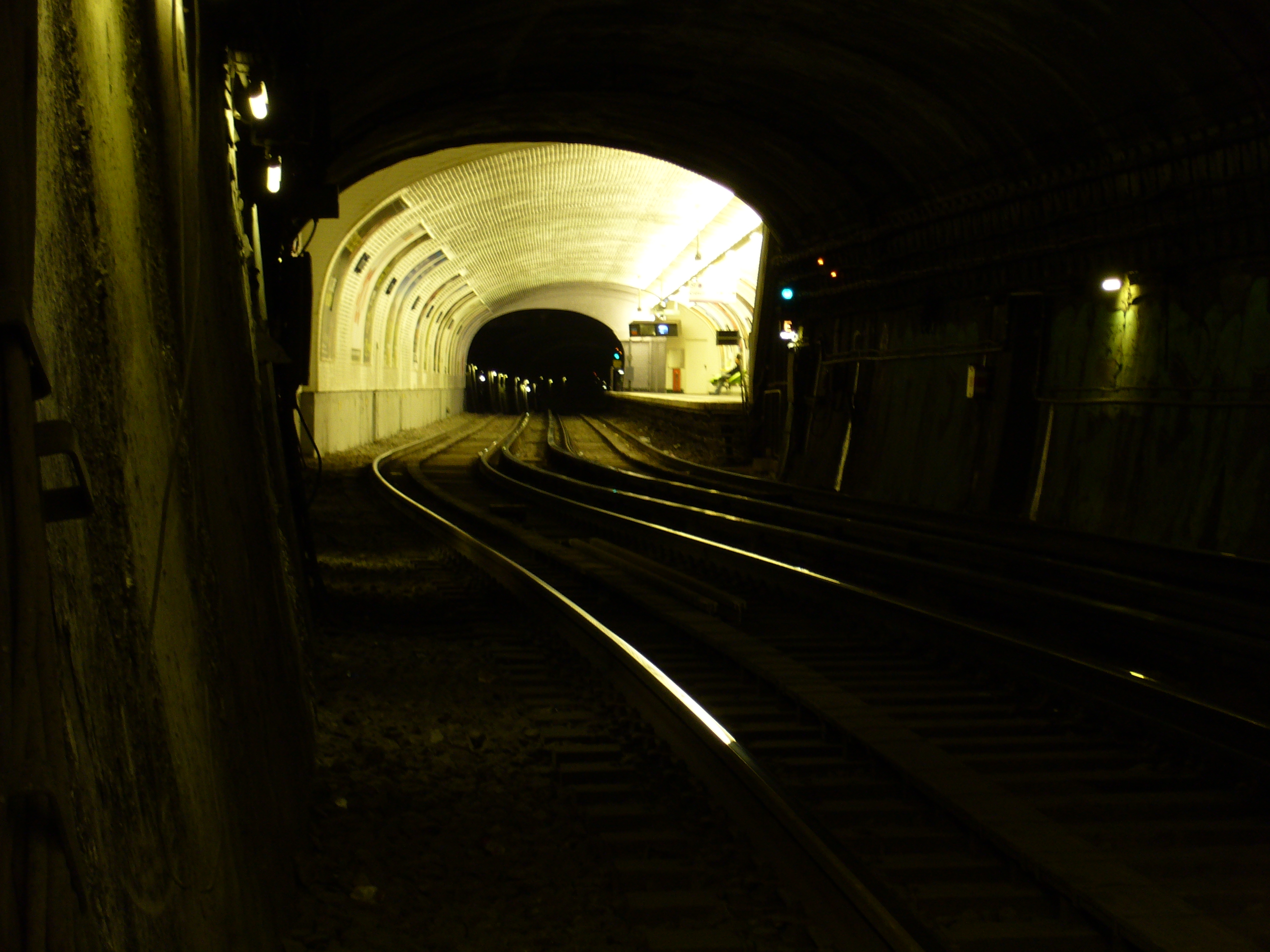
Blick von der Station Richtung Balard auf die der Gegenrichtung

Commerce [kɔmɛʁs] ist ein unterirdischer U-Bahnhof der Linie 8 der Pariser Métro.

## Lage
Der U-Bahnhof befindet sich im Quartier de Grenelle des 15. Arrondissements von Paris. Er liegt längs unter der Rue du Commerce in Höhe der Rue Lakanal.

## Name
Namengebend sind die Place du Commerce und die Rue du Commerce (dt.: Straße des Handels). Sie war die Hauptgeschäftsstraße der bis 1859 selbstständigen Gemeinde Grenelle und weist immer noch eine hohe Geschäftsdichte auf.

## Geschichte und Beschreibung

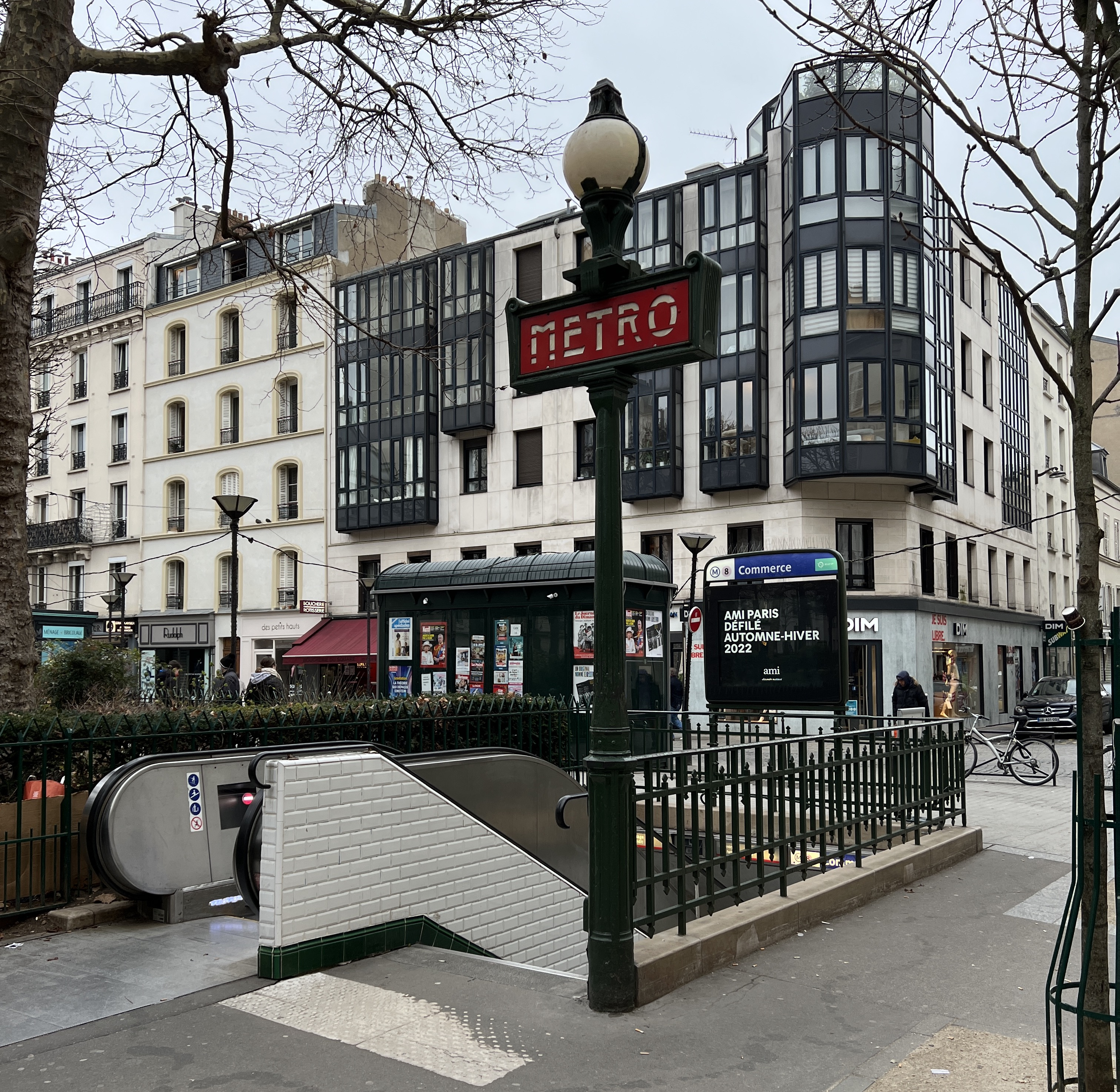
Zugang mit Dervaux-Kandelaber

Der U-Bahnhof wurde am 27. Juli 1937 in Betrieb genommen, als der Abschnitt von La Motte-Picquet – Grenelle bis Balard der Linie 8 eröffnet wurde. An jenem Tag wurde die alte Linienführung von La Motte-Picquet – Grenelle nach Porte d’Auteuil aufgegeben und dieser Streckenabschnitt der Linie 10 zugeordnet.
Da die Rue du Commerce nicht breit genug war, um zwischen den Fundamenten der Häuserzeilen beiderseits der Straße einen Bahnhof mit zwei Seitenbahnsteigen aufzunehmen, entstand für jede Fahrtrichtung eine eigene Station. Sie sind in der Längsrichtung gegeneinander verschoben. Jede Station hat nur einen Bahnsteig, das ihm gegenüberliegende Gleis dient lediglich der Durchfahrt der Züge der Gegenrichtung. Eine ähnliche Lösung existiert in Paris nur beim U-Bahnhof Liège. Während dort jeweils an der in Fahrtrichtung ersten Station gehalten und dann die folgende ohne Halt durchfahren wird, ist es beim U-Bahnhof Commerce umgekehrt: die jeweils erste Station wird durchfahren, der Bahnsteig liegt in der zweiten.
Beide Stationen liegen unter elliptischen, weiß gefliesten Gewölben und haben senkrechte Seitenwände. Sie wurden von Anfang an mit einer Länge von 105 m, ausreichend für Sieben-Wagen-Züge, errichtet. Die zwei Zugänge befinden sich an der Place du Commerce, sie sind durch von Adolphe Dervaux im Stil des Art déco entworfene Kandelaber mit dem Schriftzug METRO markiert.

## Fahrzeuge

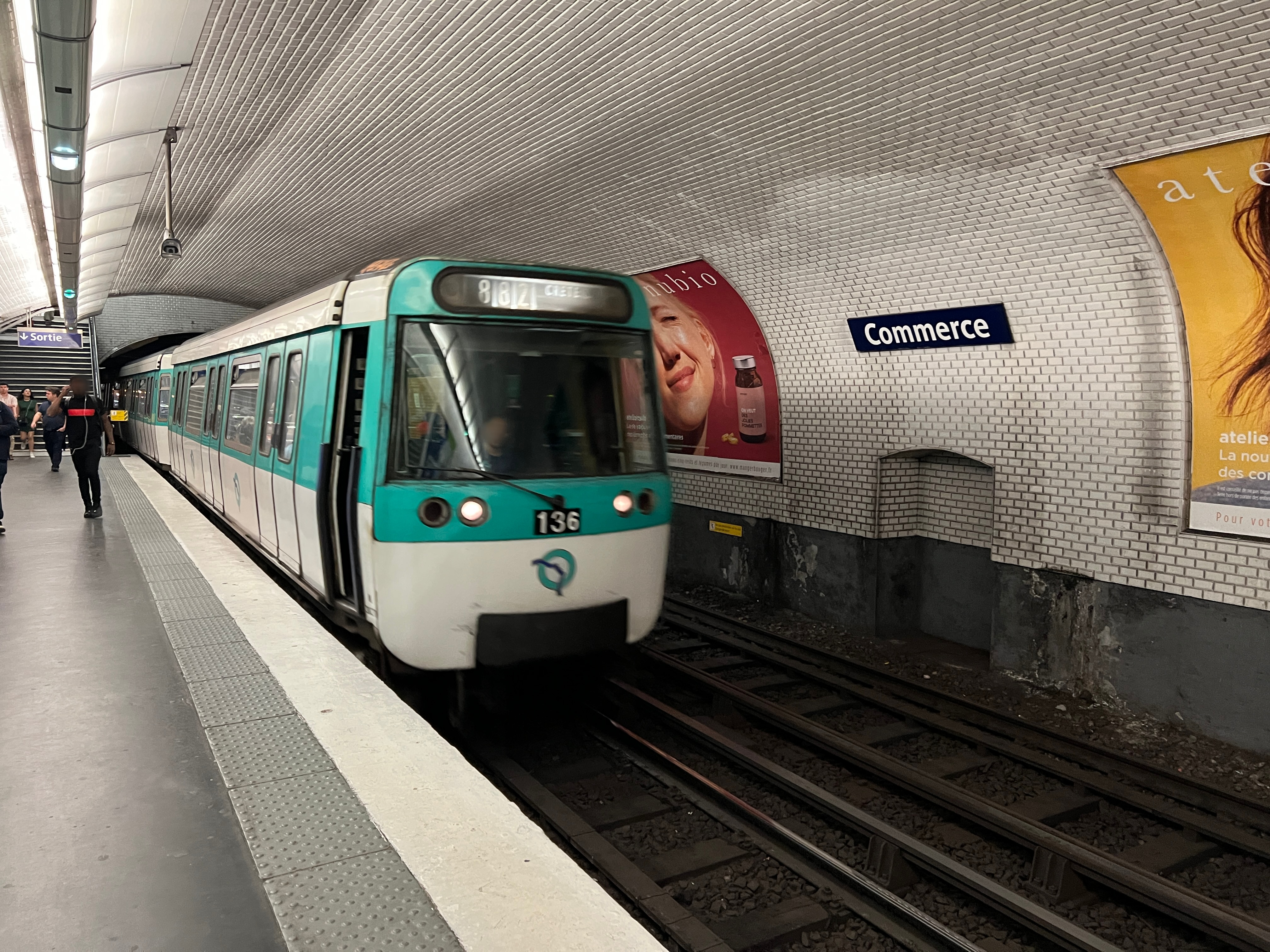
Einfahrender Zug der Baureihe MF 77

Trotz der Länge der Bahnsteige wurden stets nur Fünf-Wagen-Züge eingesetzt, da fünf Stationen der Linie 8 nach wie vor nur 75 m lang sind. Bis 1975 verkehrten Züge der Bauart Sprague-Thomson. In jenem Jahr kamen MF-67-Züge auf die Linie, die ab 1980 durch die Baureihe MF 77 ersetzt wurden.